# Gvozdac
Gvozdac (cyr. Гвоздац) – wieś w Serbii, w okręgu zlatiborskim, w gminie Bajina Bašta. W 2011 roku liczyła 518 mieszkańców.